# Jamaica Observer
Jamaica Observer é um jornal diário publicado em Kingston, na Jamaica. O grupo é possuído pelo empresário Butch Stewart, que anunciou a sua fundação em Janeiro de 1993 para competir com o The Gleaner, o mais antigo periódico da cidade. O seu editor e fundador foi Desmond Allen, que também é executivo e coordenador de operações. A sua primeira edição foi em Março de 1993, quando a sua periodicidade começou a ser mensal, mas em Dezembro de 1994 foi alterada para diária.